# Ohmímetro
Um ohmímetro é um instrumento de medição usado para determinar a resistência de um circuito elétrico ou componente. Juntamente com o voltímetro, amperímetro, capacímetro e frequencímetro, ele faz parte do aparelho de medidas denominado multímetro ou multítese.
O modelo original de um ohmímetro provinha de uma pequena bateria que aplica uma tensão à resistência. É usado um galvanômetro para medir a corrente elétrica através da resistência. A escala do galvanômetro era marcada em ohms, porque a tensão fixa da bateria garantia que, conforme a resistência diminuísse, a corrente através do medidor aumentaria.

## Funcionamento
O princípio do funcionamento do ohmímetro ocorre através da oposição da passagem de corrente. Dessa forma, para se medir uma resistência elétrica basta aplicar uma tensão (fonte de energia) nesta resistência de modo que uma corrente seja induzida a circular. Pela intensidade desta corrente podemos ter uma ideia da sua resistência: se a corrente for intensa é porque a resistência é pequena e vice versa (grandezas inversamente proporcionais). É baseado neste princípio também que é possível o cálculo da resistência, por meio da equação derivada da Lei de Ohm: {\displaystyle R={\frac {V}{I}}}, em que V representa a tensão e I a corrente.
O Trimpot de ajuste serve para que quando a ponta vermelha é encostada na ponta preta (resistência nula – 0 ohm), ele seja ajustado para que a corrente circulante seja máxima. Quando se separa as pontas de prova, a resistência se torna infinita, e portanto, a corrente se torna zero.

## Ohmímetro Analógico e Digital
Um multímetro analógico utiliza um galvanômetro em seu interior e tem escala de resistência graduada em sentido contrário às outras grandezas. O ponteiro deflexiona em uma direção, quando lê valores crescentes de corrente. Valores crescentes de resistência provocam correntes decrescentes em valor, o que explica a deflexão contrária à leitura de corrente. A principal dificuldade na utilização de instrumentos analógicos é a leitura precisa das medidas. O ideal para a utilização desse tipo de instrumentos é utilizar uma escala mais próxima possível do resistor a ser medido. Uma escala de 1k (1000 Ohm), por exemplo, é adequada para medir resistências mais próximas desse valor, como 820 Ohm, e menos adequada para resistências de menor valor, como de 80 Ohm. O ohmímetro analógico tem a necessidade de ajuste interno a cada vez que se utilizar uma nova escala. A resistência interna que limita a corrente quando a resistência é zero deve ser ajustada para tal leitura quando os terminais do ohmímetro forem colocados em curto-circuito.

Multímetros digitais não apresentam essa característica, já que não existem ponteiros indicadores, mas sim números amostrados em uma tela. Além disso, internamente utiliza conversor analógico-digital.

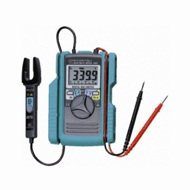
Multímetro Digital
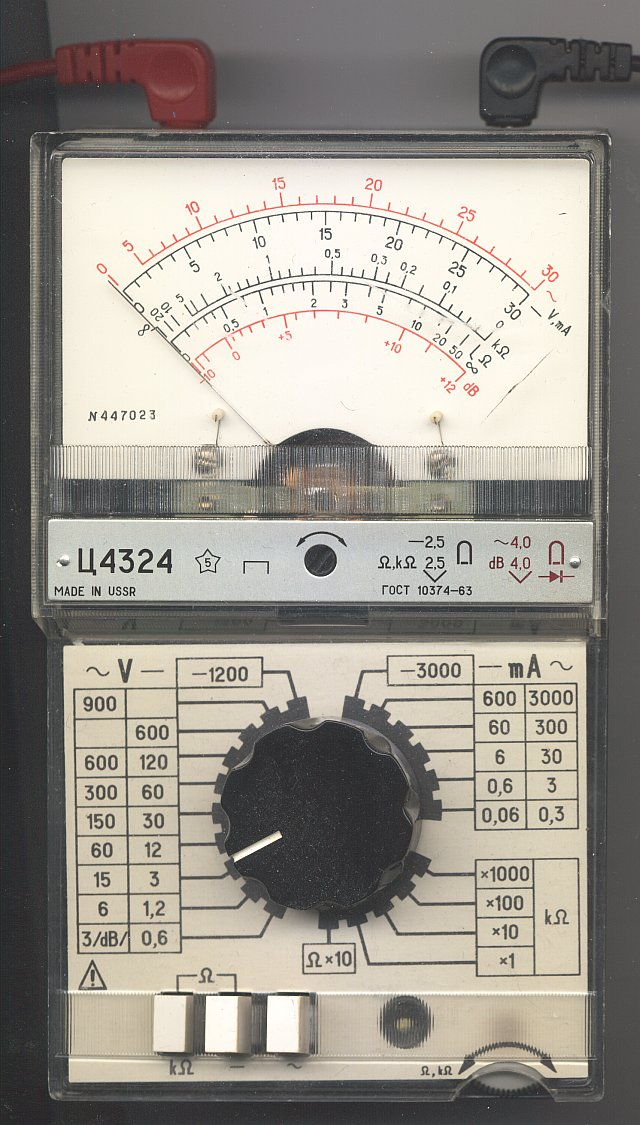
Multímetro Analógico

## Dicas e cuidados ao usar o Multímetro[6]
- Nunca substituir o fusível original por outro de qualidade inferior: utilizar um fusível que não seja o original do produto pode comprometer a segurança do usuário, causando um acidente de trabalho e queimando o aparelho;
- Cuidado ao comprar equipamentos baratos, pois pode ter impacto na qualidade do produto: verifique se o aparelho possui as especificações de segurança anunciadas. Procure por marcações de testes laboratoriais que garantam que a ferramenta atenda aos padrões.
- Sempre utilizar para os fins adequados: utilizar a ferramenta de medição para fins indevidos pode levar a queima do equipamento;
- Cuidado ao trabalhar em circuito energizado: A NR-10 trata deste tema no item a seguir.

10.2.8.2 As medidas de proteção coletiva compreendem, prioritariamente, a desenergização elétrica conforme estabelece esta NR e, na sua impossibilidade, o emprego de          tensão de segurança.
- Testar o multímetro antes de utilizar: antes de utilizar o seu instrumento de medição, verifique se este está funcionando corretamente, você pode fazê-lo utilizando uma fonte de tensão conhecida.